# La Nouvelle-Beauce
Pour les articles homonymes, voir Beauce.
La Nouvelle-Beauce est une municipalité régionale de comté (MRC) du Québec (Canada) dans la région de Chaudière-Appalaches. Son chef-lieu est la ville de Sainte-Marie, le chef-lieu de la MRC de La Nouvelle-Beauce ayant été temporairement la municipalité de Vallée-Jonction entre l'inondation de son siège administratif en 2019 et l'inauguration de ses nouveaux locaux administratifs en 2022,. Ses MRC voisines sont Bellechasse, Lotbinière, Beauce-Centre, et Lévis.

## Géographie

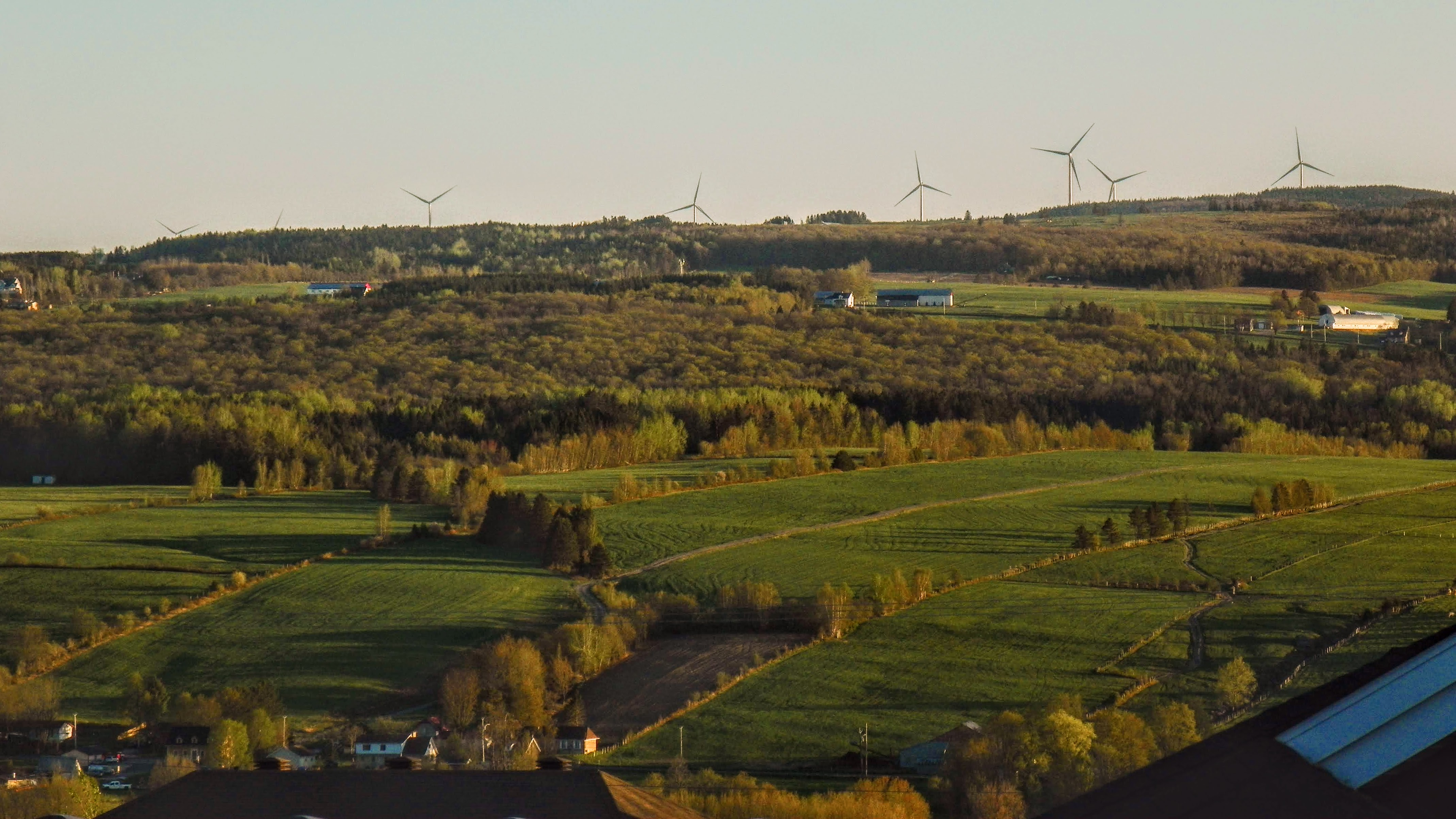
Paysage de Nouvelle-Beauce : la vallée de la Chaudière, l'agro-foresterie à Sainte-Marie et Saint-Elzéar.

### Entités territoriales
La MRC est constituée de onze municipalités locales.
| Nom                     | Statut                   | Population 2021 | Superficie (km2) | Densité (h/km2) | Ref. |
| ----------------------- | ------------------------ | --------------- | ---------------- | --------------- | ---- |
| Frampton                | Municipalité             | 1 309           | 151,5            | 8,64            |      |
| Saint-Bernard           | Municipalité             | 2 535           | 90,6             | 27,98           |      |
| Saint-Elzéar            | Municipalité             | 2 623           | 87,1             | 30,11           |      |
| Saint-Isidore           | Municipalité             | 3 286           | 102,4            | 32,09           |      |
| Saint-Lambert-de-Lauzon | Municipalité             | 6 817           | 109,5            | 62,26           |      |
| Sainte-Hénédine         | Municipalité de paroisse | 1 440           | 51,2             | 28,13           |      |
| Sainte-Marguerite       | Municipalité de paroisse | 1 175           | 83,1             | 14,14           |      |
| Sainte-Marie            | Ville                    | 13 134          | 108,9            | 120,61          |      |
| Saints-Anges            | Municipalité             | 1 239           | 69,5             | 17,83           |      |
| Scott                   | Municipalité             | 2 566           | 32,1             | 79,94           |      |
| Vallée-Jonction         | Municipalité             | 1 864           | 25,9             | 71,97           |      |
| Total                   | Total                    | 37 988          | 905,58           | 41,95           |      |

## Démographie
| 1986   | 1991   | 1996   | 2001   | 2006   | 2011   | 2016   | 2021   |
| ------ | ------ | ------ | ------ | ------ | ------ | ------ | ------ |
| 23 164 | 24 362 | 25 058 | 30 707 | 31 415 | 35 107 | 36 785 | 37 988 |

## Administration
| Période                                  | Période  | Identité              | Étiquette              | Qualité |
| ---------------------------------------- | -------- | --------------------- | ---------------------- | ------- |
| 1982                                     | 1994     | Pierre-Maurice Vachon | Maire de Sainte-Marie  |         |
| 1994                                     | 2000     | Gaston Gourde         | Maire de Saint-Isidore |         |
| 2000                                     | 2017     | Richard Lehoux        | Maire de Saint-Elzéar  |         |
| 2017                                     | En cours | Gaétan Vachon         | Maire de Sainte-Marie  |         |
| Les données manquantes sont à compléter. |          |                       |                        |         |

```
                                   
LISTE DES DIRECTEURS-GÉNÉRAUX

                            
                          1982-2005: Ghislain Poulin
                          2005-2022: Mario Caron
                          2022-présent: Nancy Labbé
```

## Commission scolaire
Commission scolaire de la Beauce-Etchemin